# 日本在宅ケア学会
一般社団法人日本在宅ケア学会（にほんざいたくケアがっかい、英文名 Japan Academy of Home Care）は、在宅ケアに係る保健・医療・看護・福祉・介護等の研究者と実務者より成る研究団体。在宅ケアの実践をより適切・効果的な方法でより良い方向に進めていくために1996年に設立された。
事務局を東京都千代田区一ツ橋1-1-1 パレスサイドビル（株）毎日学術フォーラム内に置いている。

## 活動
- 学術集会・総会の開催、機関誌等の発行、調査研究活動の推進など

## 機関誌
- 『日本在宅ケア学会誌』（Journal of Japan Academy of Home Care）　年2回
- 『ニューズレター　在宅ケアだより』　年1回